# Central Cheetahs
Els Central Cheetahs són una franquícia de Sud-àfrica que es va fundar el 2005. Fins a la temporada 2017, va jugar en el Super Rugby de l'hemisferi sud. Arran de la reducció del nombre de franquícies en aquella competició, la franquícia juga a la Lliga cèltica des de la temporada 2017-2018